# 巨石阵
巨石陣（英語：Stonehenge），位於英格蘭威爾特郡埃姆斯伯里，英國的旅游熱點，每年都有100萬人從世界各地慕名前來參觀。‘巨石陣’也叫做‘圓形石林’。那里的几十塊巨石圍成一個大圓圈，其中一些石塊足有六公尺之高。據估計，圓形石林已經在這個一馬平川的平原上矗立了幾千年。1986年，“巨石陣、埃夫伯里和相關遺址”被列為世界文化遺產。
2008年的考古研究從該處挖掘出遠至公元前1958年的古代骨灰，考古學家猜測該處最初可能為古時墓地。

## 歷史
巨石陣又稱索爾茲伯里石環、環狀列石、太陽神廟、史前石桌、斯通亨治石欄、斯托肯立石圈等名，是歐洲著名的史前時代文化神廟遺址，位於英格蘭威爾特郡索爾茲伯里平原，根據放射性碳定年法的結論是約建於公元前4000-2000年，屬新石器時代末期至青銅時代。关于巨石阵的年代，至今尚有争议。但是少数歷史学家綜合各種週遭因素後相信，巨石阵是公元前2500年到公元前2000年之间新石器時代晚期建成的。
巨石陣建造者祖先可能自歐洲東部和地中海以東地區前往伊比利亞半島（現代西班牙、葡萄牙地區），往北走、然後越洋的海外移民。考古證明，巨石陣的修建是分幾個不同階段完成的。大約在公元前3100年，開始了第一階段的修建。首先是修建環形的溝渠和土台。由藍砂岩排列成兩個圓環，是巨石陣的雛形。在公元前2100年至公元前1900年，修建了通往中央的道路。又建成了規模龐大的巨石陣：以巨石為柱，頂上則橫臥巨石為楣。構成直徑30公尺左右的圓環。而其後的500年間，這些巨石的位置曾經被不厭其煩地重新排列。形成今天的格局。
英國考古專家在巨石陣附近發掘出青銅器時代早期一位弓箭手的墳墓。研究發現，這個人大約生活于公元前2300年，巨石陣正是在此前后于倫敦西南120公里外的埃姆斯伯里形成。從墳墓中的陪葬品多達100件，包括金耳環、銅刀和很多陶器，這個人可能是當時巨石陣附近地區的一位顯赫人物，一些考古學家因此猜測他參與建造了巨石陣。

## 巨石陣的意義

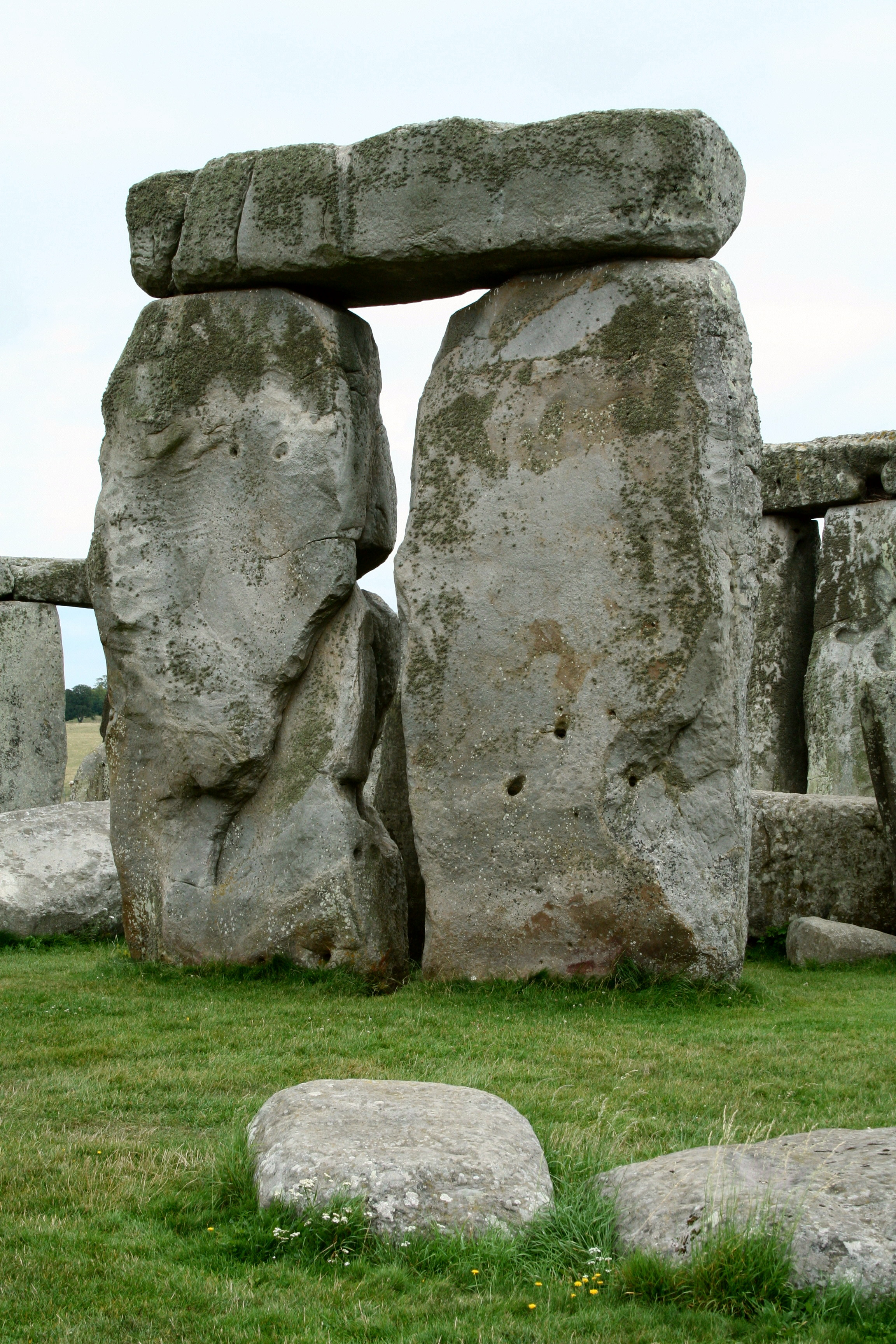
巨石陣的門型結構

巨石陣中幾個重要的位置，似乎都是用來指示太阳在夏至那天升起的位置。而從反方向看剛好就是冬至日太陽降下的位置。除了太陽之外，月亮的起落點似乎也有記載。不過月亮的運行不是像太陽一樣年年週而復始，它有一個歷時19年的太陰曆。在靠近石陣入口處有40多個柱孔，排成6行，恰巧和月亮在週期中到達最北的位置相符，所以6行柱孔很有可能代表6次週期，也就是6個太陰曆的時間，觀測及紀錄月亮的運行有100多年的時間。
但是迄今為止，沒有人確切知道當初建造它的目的到底是什么。一些科學家認為圓形石林是早期英國部落或宗教組織舉行儀式的中心。還有一些專家認為那里是觀察天文的地方，人們很可能在季節變化之際在那里舉辦活動。
科學家確認建造圓形石林的石頭來自25公里外的馬爾伯勒的西林（West Woods）。
在英國的墓葬中時有發現一些石器時代斧頭雕刻與匕首和杯子，用來對死者的悼念，而巨石陣上的石柱上也有一些雕刻。科學家們由此認為，巨石陣是用來悼念死者的紀念物。英國科學家對巨石陣的石柱進行的激光掃描發現，石柱上原先存在青銅斧頭等的雕刻，只是由于年代久遠被侵蝕而無法用肉眼看清。考古學家對巨石陣83塊石頭中的三根石柱進行了局部的激光掃描。他們預計通過完整的激光測量能夠提供堅實的證據表明巨石陣是悼念亡靈的紀念物，尤其周圍地區分布著數以百計的古代墓葬更能提供佐證。
其它一些理論認為巨石陣是一個日曆。每當夏至那天上午，日出的光線與巨石陣呈整齊的隊列，而這種理論與亡靈紀念物的假設并不矛盾可以同時成立。太陽可能作為一個價值的標誌，屬於這個紀念物的一部分；或者巨石陣在歷史上的用途曾隨著時間而發生變化。

## 外部連結
- Stonehenge, a Temple Restor'd to the British Druids, by William Stukeley, at sacred-texts.com （页面存档备份，存于）
- Stonehenge, and Other British Monuments Astronomically Considered, by Norman Lockyer, at sacred-texts.com （页面存档备份，存于）
- English Heritage （页面存档备份，存于）